# Тшчянка
 Тази статия е за града в Полша.  За общината вижте Тшчянка (община).  
Тшчя̀нка (на полски: Trzcianka; на немски: Schönlanke) е град в северозападна Полша, Великополско войводство, Чарнковско-Тшчянски окръг. Административен център е на градско-селската Тшчянска община. Заема площ от 18,30 км2, а населението му е около 17 400 души (2012).

## История
Първите сведения за селището са от 1245 година, когато то е част от територията на Полша. При Първата подялба на Полша през 1772 година градът е присъединен към Прусия и остава в Германия до края на Втората световна война през 1945 година.